# Grupo de Tits
En matemáticas, el grupo de Tits 2F4(2) es un grupo finito simple de orden 17971200 = 211 · 33 · 52 · 13 creado por Jacques Tits.
Los grupos de Ree 2F4(22n+1) fueron construidos por Ree (1961), quien demostró que son simples si n ≥ 1. El primer miembro de esta serie 2F4(2) no es simple. Fue estudiado por Jacques Tits (1964), quien demostró que su subgrupo derivado 2F4(2)′ de índice 2 era un simple grupo nuevo. El 2F4(2) es un grupo de tipo Lie y tiene un par BN, pero el grupo Tits en sí mismo no tiene un par BN.

## Presentación
El grupo de Tits puede definirse en términos de generadores y relaciones por:
{\displaystyle a^{2}=b^{3}=(ab)^{13}=[a,b]^{5}=[a,bab]^{4}=(ababababab^{-1})^{6}=1,\,}
donde [a, b] es el conmutador. Tiene un automorfismo exterior obtenido mediante el envío de (a, b) a (a, bbabababababbababababa).